# Wonderland (banda)
Wonderland (en castellano: País o Tierra de las maravillas) fue una banda musical irlandesa/británica de chicas, formado por Louis Walsh y el miembro del grupo Westlife, Kian Egan. El grupo empezó a tocar luego de las audiciones en las que se escogieron cinco mujeres, en julio de 2008. Sus cinco miembros fueron Jodi Albert, Sharon Condon, Corrina Durran, Leigh Learmont and Kasey Smith. Debutaron con el sencillo "Not a Love Song" (en castellano: No es una canción de amor) lanzado el 25 de febrero de 2011 en Irlanda y el 6 de marzo en el Reino Unido. Su álbum homónimo fue publicado el 6 de junio de 2011, el mismo día que su segundo sencillo "Starlight" (en castellano: Luz estelar). El grupo lanzó su tercer sencillo "Nothing Moves Me Anymore" (Nada me conmueve más) en agosto de 2011. El mes siguiente, fue anunciado que la banda fue excluida de su sello discográfico. Más tarde decidieron separarse.

## Discografía

### Álbumes de estudio
| Título                                   | Detalles                                                                                                | Posición en la lista de éxitos | Posición en la lista de éxitos | Posición en la lista de éxitos |
| Título                                   | Detalles                                                                                                | IRE                            | UK                             | SCO                            |
| ---------------------------------------- | --- | ------------------------------ | ------------------------------ | ------------------------------ |
| Wonderland                               | - Lanzamiento: 6 de junio de 2011 - Sello discográfico: Mercury Records - Formato: CD, descarga digital | 6                              | 8                              | 7                              |
| "—" denotes releases that did not chart. | |                                |                                |                                |

### EP
| Título                     | Detalles                                                                                            |
| -------------------------- | --------------------------------------------------------------------------------------------------- |
| Introduction To Wonderland | - Lanzamiento: 4 de marzo de 2011 - Sello discográfico: Mercury Records - Formato: descarga digital |

### Sencillos
| Año                                                   | Sencillo                   | Posición en la clasificación | Posición en la clasificación | Álbum      |
| Año                                                   | Sencillo                   | IRE                          | UK                           | Álbum      |
| ----------------------------------------------------- | -------------------------- | ---------------------------- | ---------------------------- | ---------- |
| 2011                                                  | "Not a Love Song"          | 22                           | 144                          | Wonderland |
| 2011                                                  | "Starlight"                | —                            | 57                           | Wonderland |
| 2011                                                  | "Nothing Moves Me Anymore" | —                            | —                            | Wonderland |
| "—" equivale a lanzamientos que no entraron al chart. |                            |                              |                              |            |